# SimCity 4: Godziny szczytu
SimCity 4: Godziny szczytu (ang. Rush Hour) – dodatek do komputerowej gry ekonomicznej SimCity 4 wyprodukowany przez studio Maxis i wydanym przez Electronic Arts.

## Rozgrywka
SimCity 4: Godziny szczytu wprowadza do podstawowej wersji gry przede wszystkim nowe elementy związane z komunikacją miejską. Gracze zyskali wiele narzędzi pozwalających kontrolować natężenie ruchu itp. Zostały dodane dodatkowe środki transportu takie jak promy czy napowietrzne linie kolejowe.
Twórcy gry dodali również możliwość przejęcia kontroli nad dowolnym pojazdem i wykonywania odpowiednich misji, w których gracz jest odpowiednio nagradzany. Można np. przejąć kontrolę nad wozem strażackim i przekierować go najkrótszą trasą w miejsce pożaru.
Ponadto zostały dodane nowe katastrofy i zdarzenia takie jak katastrofy lotnicze czy wypadki samochodowe, dodatkowo dodano bardzo wiele różnych obiektów takich jak lądowiska dla helikopterów, parki wodne, estakady, różne atrakcje turystyczne, oznaczenia dróg czy stacje kolejowe. Grę urozmaicono również o nowe style miasta między innymi takie jak Chicago z końca XIX wieku czy Nowy Jork z lat 40. poprzedniego wieku lub Europa.

## Odbiór gry
Dodatek został dobrze przyjęty przez recenzentów, IGN ocenił grę na 8/10; GameSpot 8,3/10 natomiast Eurogamer wystawił notę 7/10. Oceny z agregatorów GameRankings oraz Metacritic wynoszą odpowiednio 76,63% oraz 79/100. Zdaniem recenzentów z IGN czy GameSpot dodatek wprowadza wiele nowych elementów, a poprzez możliwość kierowania pojazdami pozwala jeszcze bardziej zagłębić się w życie miasta zaznaczając jednocześnie, że model sterowania autami nie jest idealny.